# Накауонума
Накауонума (яп. 中魚沼郡 Накауонума-гун) — уезд в Японии, расположенный в юго-западной части префектуры Ниигата. Площадь 170,28 км². Население 11 134 чел. (на 1 мая 2008 года). Плотность населения 65,39 чел./км². В уезд входит единственный посёлок — Цунан.

## История
- посёлок Каваниси и село Накасато (до 1 апреля 2005) — поглощены городом Токамати.